# José María Jarero
José María Jarero (19 de abril de 1801-25 de junio de 1867) fue un político y militar mexicano. 
Participó en la Guerra de los Pasteles y fue Héroe de la Intervención estadounidense en México. En la política fue gobernador de Jalisco de 1843 a 1844 y de Sonora cerca de 1850. Después de esto participó en la Guerra de Reforma y falleció alrededor de 1860. Fue enterrado en el Panteón de San Fernando, sin embargo, mientras era trasladado a Jalisco, sus restos de extraviaron.
- Datos: Q24953783